# WTA Tour Championships 1992
Il WTA Tour Championships 1992 è stato un torneo di tennis femminile che si è giocato al Madison Square Garden di New York negli USA dal 16 al 22 novembre su campi in sintetico indoor. È stata la 22ª edizione del torneo di fine anno di singolare, la 17a del torneo di doppio.

## Campionesse

### Singolare
Monica Seles ha battuto in finale  Martina Navrátilová con il punteggio di 7–5, 6–3, 6–1

### Doppio
Arantxa Sánchez Vicario /  Helena Suková hanno battuto in finale  Jana Novotná /  Larisa Neiland con il punteggio di 7–6(4), 6–1